# إحياء العمارة الرومانسكية في المملكة المتحدة

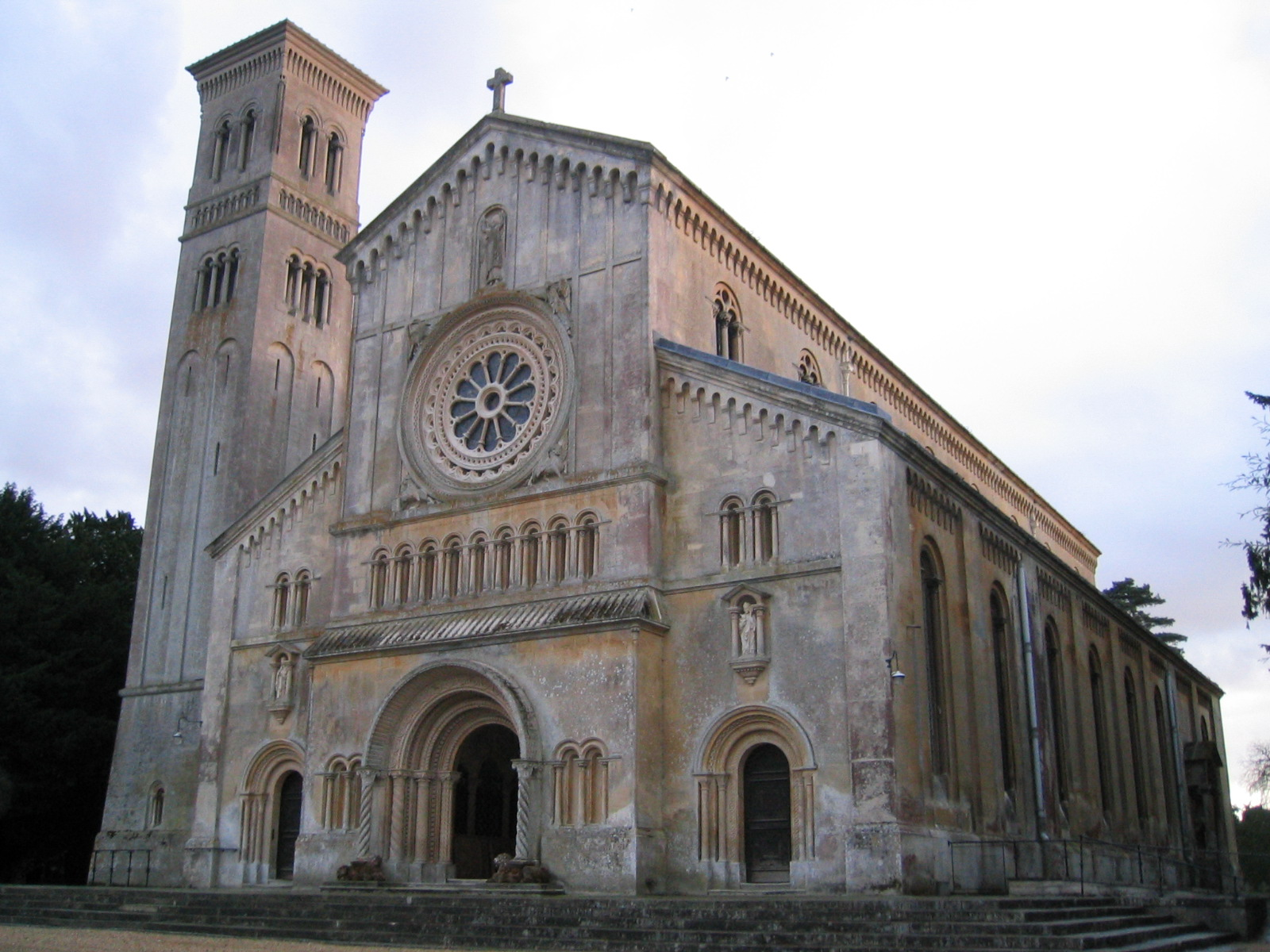
كنيسة القديسة ماري

ألهمت العمارة النورمانية في القرنين الحادي عشر والثاني عشر بعد الميلاد إحياء العمارة الرومانسكية وإحياء العمارة النورمانية أو ما يُعرف بالأساليب النورمانية الجديدة في الأبنية.
بدأت تظهر في المملكة المتحدة في القرن الثامن عشر على أنها أسلوب معماري، وبلغت أوج شعبيتها في منتصف وأواخر القرن التاسع عشر. يمكن النظر إلى الأسلوب على أنه سلسلة من العمارة القوطية الحديثة وجزء من أساليب العمارة التاريخية التي اشتُهرت في كل من أوروبا وبريطانيا خلال القرن التاسع عشر. أُشير إلى الأمثلة المبكرة من الأسلوب في ألمانيا خلال عشرينيات وثلاثينيات القرن التاسع عشر باسم أسلوب القوس المستدير. أُدخل هذا الأسلوب في بريطانيا على يد المعماريين ورعاتهم، الذين أتموا جولاتهم في أوروبا، ويبدو أن الأساليب الألمانية والبريطانية للرومانسيك قد تطورت بشكل مستقل إلى حد كبير. استُخدم الأسلوب في بريطانيا بداية الأمر لبناء الكنائس، ولكن مع تقدم القرن التاسع عشر جرى تكييف الأسلوب ليلائم المباني العامة والمتاحف والمدارس والمباني التجارية، ونادرًا ما استُخدم في المباني السكنية. أصبح الأسلوب بحلول القرن العشرين خارج الموضة، ونادرًا ما وجدت أمثلة في تلك الفترة تستخدم هذا الأسلوب.

## أصول الإحياء الرومانسكي أو الإحياء النورماني في المملكة المتحدة
حدث تطور أسلوب الإحياء النورماني أو النورماني الجديد على مدار فترة طويلة من الزمن في الجزر البريطانية وقد بدأ بإعادة فتح نوافذ البرج الأبيض في لندن من قبل إنيغو جونز بين عامي 1637 و1638، والعمل في قصر وندسور من قبل هيو ماي من أجل تشارلز الثاني ملك إنجلترا، وهذا ما لم يكن أكثر من أعمال ترميمية. إن أكثر ما يُثير الدهشة هو الباب الغربي لكنيسة كينيلورث، الذي أُضيف إلى البرج عام 1570، ويُرجح أنه شُيد وقت زيارة الملكة إليزابيث للكنيسة. يبدو أن هذا الباب كان عبارة عن قوس تاريخي يُرجح أنه يعود لمبنى رهباني غير معروف، وهناك مثال مبكر آخر على الإحياء الروماني هو الشرفة الجنوبية من كنيسة نورث سكارل في لنكولنشاير، ويقترح بيفسنر أنها ربما تعود للعصر الإليزابيثي، ومن المرجح أكثر أن يكون باب البلوط من فترة أواخر القرن السابع عشر.
ساد اعتقاد في القرن الثامن عشر بأن النوافذ المقوسة المستديرة هي ساكسونية بدل كونها نورمانية، وهناك أمثلة على المباني التي تحتوي على هذه النوافذ مثل قلعة شيربورن في أوكيفردشاير، وينتورث في يوركشاير وقلعة إينمور في سومرست. أُعيد بناء كنيسة ساينت مارتن في يوركشاير في قرية أليرتون ماوليفيرر عام 1745. وُصفت الكنيسة على أنها بداية النورمانية الجديدة. على الرغم من أن الكنيسة تعطي انطباعًا بكونها تتبع أسلوب الإحياء الرومانسكي ببرج التقاطع الضخم ونوافذها ذات الرؤوس المستديرة، إلا أنها تحتوي أيضًا على نوافذ ذات زخرفة المتشابكات والمتداخلات وسقف الصحن ذو جائز المطرقة. يسود الاعتقاد أن المعماري الذي صمم هذه الكنيسة هو جون فاردي المساح لمكتب الأشغال. يوجد مثال آخر على بناء كنسي بأسلوب الإحياء الرومانسكي في عام 1792، بُني عندما كُلفت إليسا وينغفيلد من قبل صموئيل بيبنس كوكيريل بوضع الخطط لحفظ بناء كنيسة القديس بطرس وإعادة بنائها، في تيكنكوت في روتلاند. يبدو أن الكنيسة التي تحتوي على زخرفة رومانسكية واضحة وقوس لرواق الهيكل، كانت على وشك الانهيار. دعم كروكيل رواق الهيكل مع إبقائه على القوس في موقعه، لكنه أعاد بناء الجدران الخارجية بالكامل واستُبدلت بالزخرفة الخارجية للأروقة والنوافذ ذات الرؤوس المستديرة، الأعمال الحجرية الجديدة. بُني برج جديد فوق الشرفة على الجانب الجنوبي، مما أعطى استقرارًا للهيكل الأقدم. أُعيد بناء صحن الكنيسة بكامله باستخدام بعض العناصر الرومانسكية ونسخ بعضها الآخر مثل الأعمدة الملتصقة بالجدار من تلك الموجودة خارج صحن الكنيسة. يشبه هذا الأسلوب من عمارة الإحياء الرومانسكي إلى حد كبير الأسلوب الذي يظهر في أربعينيات القرن التاسع عشر لمعماريين مثل توماس بنسون وبينجامين فيرري. يمكن اعتبار تيكنكوت علامة على بداية الإحياء الرومانسكي في بناء الكنائس.
بدأ الأسلوب يظهر في اسكتلندا مع دوق قلعة أرغايل في إنفيريري، عام 1744 في قلاع روبرت آدم في كولتزن (1771) وأوكسينفورد (1780- 1782) ودالكوهاران (1782- 1785) وقصر سيتون (1792). في إنجلترا، استعمل جيمس وايت النوافذ ذات الأقواس المستديرة في ساندليفورد بريوري، بيركشاير بين عامي 1779 و1780، وبدأ دوق نورفولك إعادة بناء قلعة أرونديل، في حين أن قلعة إيستنور في هيرفوردشاير من قبل روبرت سميرك بين عامي 1812 و1820.
يجمع سميرك في إيستنور الرومانسكية الصارمة مع زخارف النوافذ المتداخلة الدقيقة. تطورت عناصر إيستنور نحو عام 1840 في قلعت ديفيزيس، حيث جمع المعماري هنري غودريديج بين أسلوب القلاع القوطي في إيستنور مع المدخل والنوافذ الرومانسكية.

## تطور الرومانسكية الصحيحة من الناحية الأثرية
أصبح الإحياء النورماني في هذه المرحلة أسلوبًا معماريًا معروفًا. نشر توماس ريكمان في عام 1817 محاولة لتمييز أساليب العمارة الإنجليزية منذ الفتح وحتى الإصلاح. أُدرك في هذا الوقت أن عمارة القوس المستدير كانت رومانسكية إلى حد كبير في الجزر البريطانية، ولكنها وُصفت على أنها نورمانية بدلًا من وصفها كعمارة ساكسونية. أُدرج هذا التمييز أخيرًا عندما نُشر مقال ريكمان في الآثار (1832- 1833)، من قبل جمعية خبراء الآثار. يمكن التعرف على الإحياء النورماني الصحيح من الناحية الأثرية في عمارة توماس هوبر الذي تمثلت محاولته الأولى في هذا الأسلوب في قلعة غوسفورد في أرماغ في إيرلندا، ولكن المثال الأكثر نجاحًا هو قلعة بنرين بالقرب من بانغور في شمال ويلزن التي بُنيت لصالح عائلة بينانت بين عامي 1820 و1837.
هناك مثال آخر على عمارة الإحياء الرومانسكي المستخدم في المسارح الموسيقية عام 1832، من قبل جورج بروكتور في لوردية بينينغتون في هارتفوردشاير. أضاف بروكتر بوابة نورمانية جديدة ومنزلًا صيفيًا وجدار محصنَا للقلعة لموقع قلعة موتي وبيلي. اتبعت الأقواس والعناصر الزخرفية في كل من البوابة والبيت الصيفي البولهاميت، والتي هي عبارة عن تشكيل من الحجر المصبوب الذي صنعه جيمس بوهام وابنه.
لم يُستخدم الأسلوب النورماني الجديد في الأبنية السكنية، على الرغم من أن العديد من المنازل الريفية والقلاع الزائفة، قد بُنيت باستخدام الأسلوب القوطي للقلاع أو الأسلوب التحصيني خلال الفترة الفيكتورية التي مزجت بين الأساليب القوطية.